# Аполлон из Пьомбино
Аполлон из Пьомбино (итал. Apollo di Piombino) или Курос из Пьомбино (итал. Kouros di Piombino) — древнегреческая бронзовая статуя, выполненная в позднеархаическом стиле и имеющая высоту в 115 см, которая изображает Аполлона в виде куроса или юноши, также это может быть поклоняющийся, приносящий жертву богу. Бронза инкрустирована медью в области губ, бровей и сосков юноши. Отсутствующие глаза были сделаны из другого материала, возможно, из кости или слоновой кости.
Статуя была найдена в 1832 году в Пьомбино (древнеримская Популония в Этрурии), в гавани у юго-западного мыса и была приобретена для музея Лувра в 1834 году. Её архаичный стиль привёл таких учёных, как Рейнхард Луллис и Макс Хирмер, к выводу о V веке до н. э. как времени её создания и отнесению места её создания к Великой Греции, области эллинской культуры в Южной Италии. Кеннет Кларк проиллюстрировал изображением статуи свою работу 1956 года «Нагота в искусстве», Карл Шефольд включил её в работу «Meisterwerke Griechischer Kunst» (1960). Слепки «Аполлона из Пьомбино» находятся в университетских и музейных коллекциях; один из них есть и в Пьомбино.
Итальянский археолог Брунилда Риджуэй в 1967 году доказала, что эта статуя была на самом деле подделкой I века до н. э., рассчитанной на потребителя с утончённым вкусом, способного оценить архейское ваяние. На это свидетельствует инкрустированная серебром на левой ноге древнегреческая надпись о посвящении статуи Аполлона богине Афине (что представляет собой нонсенс) .
Два скульптора, создавшие эту подделку, не могли удержаться от того, чтобы не спрятать внутри скульптуры свинцовую полосу с их именами, которая была найдена, когда реставрировалась эта скульптура. Одним из них был эмигрант из Тира на Родосе. Аналогичная статуя была обнаружена в 1977 году в Помпеях, в доме Гая Юлия Полибия, и подтверждает гипотезу о подделке, сделанной для римского заказчика в I веке до н. э..